# 江苏省上冈高级中学
江苏省上冈高级中学是位于江苏省建湖县上冈镇的一所重点高级中学。始于孙仲强1931年创立的私立鸿文中学，其源头可追溯至1906年创立的上冈文庙初等小学。1937年改为公立，1941年改为县立中学上冈分校。后屡经战乱，1945年后先后成立建阳县海南中学分校、苏皖边区五分区第二高中、五分区区立中学。1958年更名“建湖县上冈中学”、“建湖县上冈轧花综合厂附属中学”、1972年复名“建湖县上冈中学”。1980年入选江苏省首批95所重点中学，2002年入选“国家级示范高中”，2003年改为“江苏省上冈高级中学”。校友中有工程院院士唐洪武、中科院院士朱为宏等。
学校占地约135亩，有教学区、活动区、生活区、工厂区和农场区等五个相对独立的区块，五块，校园面积逾8万平方米，藏书约20万册。教员300多人，学生约6000人。